# Агомелатин
Агомелатин («Вальдоксан») — атипичный антидепрессант, рекомендуемый при эпизодах большой депрессии взрослым пациентам. Используется также (с осторожностью) при терапии и профилактике депрессивных эпизодов биполярного расстройства.
Не оказывает побочных эффектов в сексуальной сфере и на сердечно-сосудистую систему. Синдром отмены при прекращении приёма препарата не развивается. Агомелатин может влиять на массу тела, увеличивать вероятность самоубийства, но не обладает аддиктивными свойствами и потенциалом для злоупотребления. Входит в список ЖНВЛП.

## Фармакологическое действие
Стимулирует мелатониновые (оба типа: MT1 и MT2) и блокирует серотониновые 5-HT2C-рецепторы. Не влияет на другие типы серотониновых рецепторов, на обратный захват нейромедиаторных моноаминов, не связывается с адренергическими, холинергическими, дофаминовыми, гистаминовыми и ГАМК рецепторами, поэтому лишён обычных для антидепрессантов побочных эффектов.
За счёт антагонистического действия на рецепторы серотонина препарат вызывает высвобождение дофамина и норадреналина, особенно в области префронтальной коры мозга, что вызывает антидепрессивный эффект. Воздействие на рецепторы мелатонина обеспечивает восстановление циркадных (суточных) ритмов организма, улучшает качество сна при хроническом стрессе и депрессии, устраняет бессонницу. Нормальную структуру сна препарат не нарушает.

## Фармакокинетика
Быстро и почти полностью (свыше 80 %) всасывается при приёме внутрь, достигая максимальной концентрации в крови через 1—2 часа, но быстро разрушается в печени. Общая биодоступность порядка 3—5 %. Метаболиты агомелатина фармакологически неактивны и выводятся из организма почками (с мочой). T½ составляет 1—2 часа.

## Применение
Назначают взрослым при депрессивных эпизодах большого депрессивного расстройства или биполярного расстройства по 25 мг перед сном. Улучшение состояния наступает, как правило, в течение двух недель от начала лечения. Если в течение двух недель улучшения не было достигнуто, дозу можно увеличить до 50 мг.

## Противопоказания
Агомелатин противопоказан при тяжёлой печёночной недостаточности. Препарат «Вальдоксан» содержит лактозу, поэтому он противопоказан при врождённой непереносимости лактозы, дефиците лактозы Лаппа, нарушения всасывания глюкозы и галактозы.
Не рекомендуется назначать пациентам до 18 лет, так как клинические данные по этой группе пациентов отсутствуют.

### Применять с осторожностью
Для пожилых людей (старше 65 лет) количество клинических данных ограничено, и эффективность препарата в этой возрастной группе не была достоверно показана, поэтому пожилым людям агомелатин следует назначать с осторожностью. С осторожностью следует использовать его и при беременности, хотя имеется незначительный клинический опыт применения агомелатина у беременных, не показавший какого-либо побочного действия на течение беременности, здоровье плода или новорожденного. Опыты, проведённые на животных, также не выявили никаких нарушений процесса беременности, пренатального и постнатального развития плода.
При назначении агомелатина кормящим матерям грудное вскармливание должно быть прекращено.
При терапии биполярного расстройства препарат может спровоцировать гипоманиакальный эпизод, поэтому при лечении таких больных необходима осторожность.

## Побочные эффекты
Часто (с частотой от 1/100 до 1/10) при применении агомелатина встречались такие побочные явления, как головная боль, головокружение, сонливость, бессонница, тревожность, тошнота, диарея, запор, боли в животе, повышенное потоотделение, боль в спине, чувство усталости.
Нечасто (с частотой от 1/1000 до 1/100) наблюдались парестезии, затуманенное зрение, экзема; редко (с частотой от 1/10 000 до 1/1000) — гепатит, эриматозная сыпь.
При приёме агомелатина возможны следующие психические эффекты, частота возникновения которых не выяснена: суицидальные мысли или поведение, гипомания, ажитация и связанные с ней симптомы (такие, как раздражительность и неусидчивость), агрессивность, ночные кошмары, патологические сны. Данные эффекты могут также встречаться и при применении других антидепрессантов.
Опасным осложнением при приёме агомелатина является поражение печени (вплоть до десятикратного повышения уровня трансаминаз, развития печёночной недостаточности, возникновения гепатита, желтушности).

## Лекарственные взаимодействия
Сочетание агомелатина с мощными ингибиторами печёночного фермента CYP1А2 (такими, как флувоксамин и ципрофлоксацин) противопоказано, поскольку они могут приводить к повышению уровня препарата в плазме крови. С осторожностью следует применять агомелатин в сочетании с умеренными ингибиторами CYP1А2 (пропранолол, грепафлоксацин и т. п.).
Приём агомелатина в сочетании с алкоголем не рекомендуется.

## Меры предосторожности
В начале приёма агомелатина и при увеличении его дозы следует проводить регулярный мониторинг уровня печёночных ферментов.